# 簡易程序罪行
簡易程序罪行（英語：summary offence）指特定普通法地區的一類適用簡易程序的罪行。此等罪行的嚴重性相對可公訴罪行低，而犯此等罪行者，不應被採取陪審制或依公訴程序定罪。

## 各地狀況

### 香港
在香港，除非被告同時被控可公訴罪行，否則簡易程序罪行只可在裁判法院審理。在法庭內攝影、管有假炸彈、冒充公職人員、不小心駕駛等皆屬於此類罪行。
香港法例第228章《簡易程序次序條例》，主要針對任何輕犯罪的罪行。

### 英國
在英格蘭和威爾士，「簡易程序」（英語：summary trial）在指裁判法院所進行的無陪審團的審訊程序。受委任的法官或由或三名裁判官組成的委員會會決定被告是有罪還是無辜。每次簡易程序的聆訊都會有一份法令列明被告被控之罪行及進行聆訊的法官，庭審後，被告可能會被以簡易程序定罪。英格蘭和威爾士，「簡易程序罪行」指那些（如果被告已成年）只能通過簡易程序審訊的罪行。蘇格蘭的審訊亦遵循類似程序。
部分可在皇室法院（由法官主持）聆訊的案件，如果情節輕微，則仍可依照簡易程序進行聆訊；但遵照此等程序的罪行，依照法令，屬於混合罪行，而非簡易程序罪行。如果被告同時被控可公訴罪行和簡易程序罪行，則該簡易程序罪行可以依照公訴程序定罪；而即使簡易程序罪行依照公訴程序受到定罪，該罪行依舊不是可公訴罪行或混合罪行。
在英國的不同地區，簡易程序罪行的審理機構有所不同。英格蘭和威爾士，此類罪行會由裁判法院審理。在蘇格蘭，則會由司法行政官法院或太平紳士法院審理，其中後者通常處理較為輕微的罪行。而北愛爾蘭則有另一套裁判法院的系統。